# Arzenc dels Achièrs
Arzenc dels Achièrs (en francès Arzenc-d'Apcher) és un municipi francès situat al departament del Losera i a la regió d'Occitània.